# Port lotniczy Örnsköldsvik
Port lotniczy Örnsköldsvik (IATA: OER, ICAO: ESNO) – regionalny port lotniczy położony 24 km na północny wschód od miejscowości Örnsköldsvik w Szwecji. Port lotniczy został otwarty w 1961. W 2010 obsłużył 86 252 pasażerów.
Port usytuowany jest na wysokości 108 m n.p.m. i posiada jeden pas startowy o długości 2014 m.

## Linie lotnicze i połączenia
| Linia lotnicza   | Kierunek                              |
| ---------------- | ------------------------------------- |
| Amapola Flyg     | 1. Sztokholm-Arlanda                  |
| Croatia Airlines | Sezonowe czartery: 1. Split           |
| Enter Air        | Sezonowe czartery: 1. Chania 2. Rodos |